# Apium graveolens
O salsão (br) ou aipo (pt) (Apium graveolens) é uma planta aromática comestível da família das apiáceas. Todas as partes vegetativas podem ser consumidas: a raiz, o caule e as folhas. A raiz do salsão é utilizada na confecção de sopas e caldos, o caule em saladas e no coquetel Bloody Mary e as folhas como condimento parecido com a salsa. As folhas de aipo podem ser desidratadas e são usadas como uma fonte do óleo essencial de aipo.

## História
A espécie foi descrita por Lineu e publicada em Species Plantarum 88 1: 264–265. 1753.
Na páscoa judaica a raiz do salsão é usada na preparação do sêder e consumida com água salgada como Carpás, o fruto da terra.

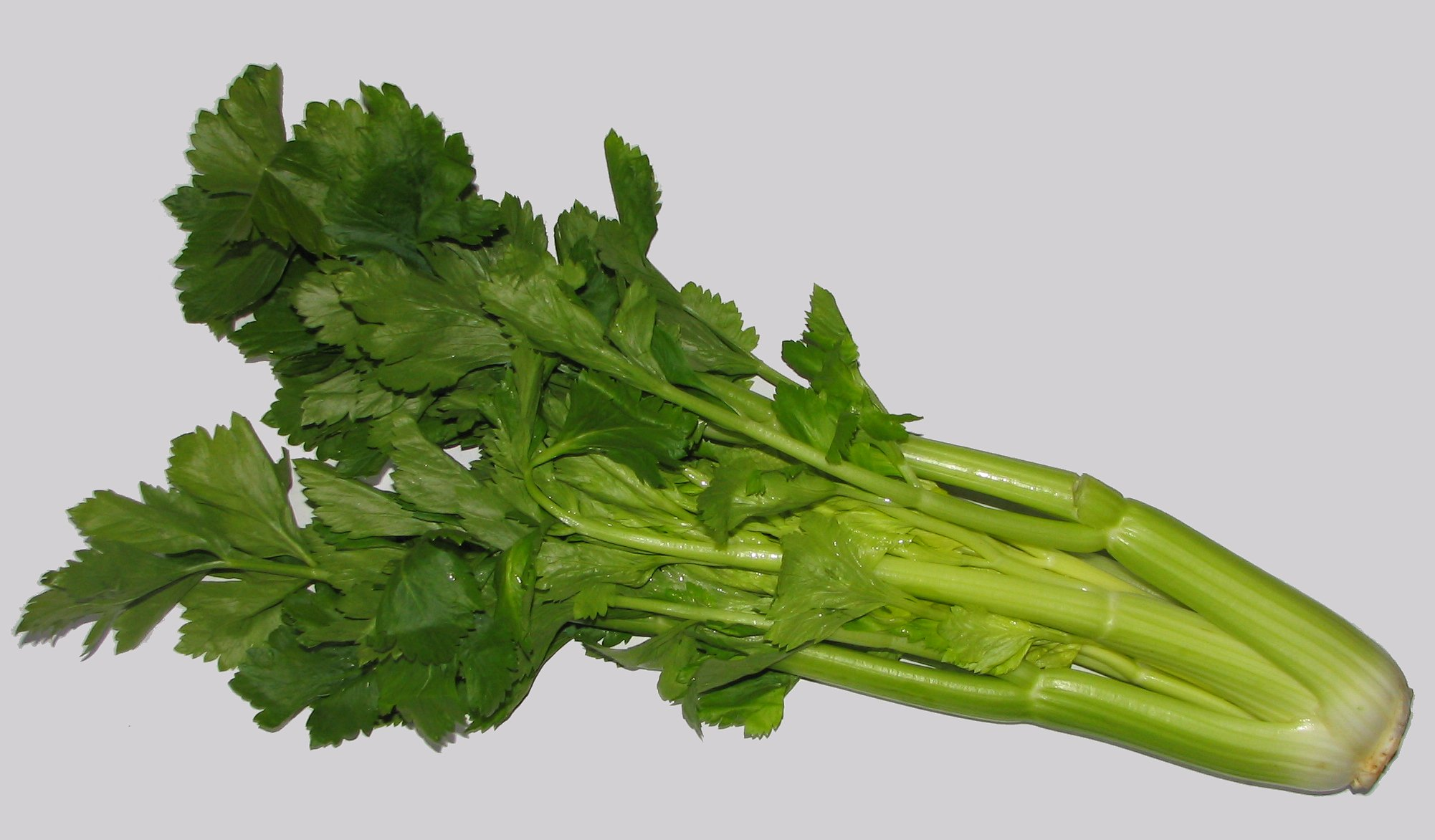
Salsão, tal como é geralmente comercializado

No século XVII, o aipo foi cultivado pelos italianos a partir de um tipo silvestre, resultando na produção de variedades menos amargas. Antes disso, o sabor de aipo era obtido do aipo selvagem e do levístico. No século XIX, o aipo começou a ser usado de forma generalizada na Inglaterra e nos Estados Unidos.